# Bocskay István (politikus)
Bocskay István (Újfehértó, 1919. április 30. – Újfehértó, 1984. szeptember 12.) magyar politikus, gazdálkodó, a Demokrata Néppárt országgyűlési képviselője.

## Élete

### Gyermek- és ifjúkora
A görögkatolikus vallású és szegényparaszti sorban élő Bocskay István és Nagy Anna gyermeke. Édesapja 11 éves korában elhunyt, ettől kezdve édesanyja egyedül nevelte őt és testvéreit. A hat elemi és 3 polgári iskolai osztályt szülőhelyén, Újfehértón járta ki. Tanulmányai után a családi gazdaságban dolgozott. 1941 októberétől 1943 decemberéig katonaként szolgált. Majd 1944-ben újra behívták, de 1944 őszén sebesülés miatt végleg leszerelték.
Az 1945-ös földosztás keretén belül három hold földet kapott.

### Politikai pályája
A második világháború után részt vett a Demokrata Néppárt újfehértói szervezetének megalakításában és az 1947. augusztus 31-i országgyűlési választásokon a párt Szabolcs és Szatmár-Bereg vármegyei listáján pótképviselő lett. Miután a listán előtte álló Dobránszky Sándort törölték, bekerült az Országgyűlésbe.

### A diktatúra idején
Mandátumának lejárta után visszatért a gazdálkodáshoz. Politikai múltja miatt gyakran érték zaklatások.
Látva a községen átvonuló szovjet csapatokat az 1956-os forradalomban nem vállalt szerepet, mert reménytelennek tartotta a demokratikus kísérletet. Bár távol maradt a politikától szabadságharc leverése után, elhurcolták, megverték és rendőri őrizet alá helyezték.
Az erőszakos téeszesítést úgy tudta elkerülni, hogy egyedül felesége lett tagja a helyi termelőszövetkezetnek. Megélhetésüket különböző időszaki és üzemi munkák vállalása nyújtotta. 1981-ben egy balesetben megsérült, utána nyugdíjazták és rá nemsokára 1984-ben elhunyt.